# Vámospércs
Vámospércs város Hajdú-Bihar vármegyében, a Nyíradonyi járásban.

## Fekvése
A vármegye keleti-északkeleti részén helyezkedik el, közel a román határhoz. A megyeszékhelytől, Debrecenből 20 kilométerre keletre fekszik.
A szomszédos települések: észak felől Nyírmártonfalva, északkelet felől Nyíracsád, kelet felől Nyírábrány, délkelet felől Bagamér, dél felől Újléta, nyugat felől Debrecen, illetve annak Haláp nevű külterületi városrésze.

### Megközelítése
A település a környező térség, a Ligetalja közlekedési csomópontja. Legfontosabb közúti megközelítési útvonala a 48-as főút, ezen közelíthető meg Debrecen és az országhatár felől is. Bagamérral és Álmosddal a 4806-os, Létavértessel a 4807-es, Nyírlugossal pedig a 4905-ös köti össze.
A hazai vasútvonalak közül a települést a MÁV 105-ös számú, Debrecentől eredetileg Nagykárolyig (Carei) húzódó, mai Debrecen–Nyírábrány-vasútvonala érinti, melynek két megállási pontja van itt. Vámospércs vasútállomás a belterület déli szélén helyezkedik el, közúti elérését a 4807-es útból kiágazó 48 319-es számú mellékút teszi lehetővé; Szentannapuszta megállóhely pedig a keleti határszéle közelében, nem messze Vámospércs, Nyírábrány és Bagamér hármashatárától; ez a megállóhely csak mezőgazdasági utakon érhető el.
A vasútvonal kihasználtsága jelenleg csekély, de az élénkülő magyar-román gazdasági kapcsolatok miatt szerepe növekedhet.

## Története
Vámospércs régóta lakott település. Először a Váradi püspökség 1291–1294 között keletkezett tizedjegyzékében fordult elő Bélpérch néven, mint a Guthkeledek irtvány birtoka. Ezt követően folyamatosan lakott település, így 1992-ben joggal ünnepelhették a helybeliek lakóhelyük 700 éves jubileumát. Az oklevelek szerint már 1338 előtt is vámszedőhely volt, s ezért ezt követően az írott források már "Vámospercsh" néven említik. Kiváltságát Mátyás király is megerősítette.
1605. fontos dátum a település életében, hiszen ebben az évben Bocskai István Korponai Kiváltságlevelében a Vámospércsen lévő részbirtokát hajdúkatonáinak adományozta, s mintegy 108 család kapott itt telket. Mezővárosi kiváltságát többször is megerősítették. Gyakran tartották itt a Hajdú kerület közgyűléseit.
1850-ben II. osztályú járásbíróság székhelye lett, s 1871-ben elérte a vasút is, melynek jelentősége az egykori ország-területen nagyobb volt.
Az 1876. XXXIII. tc. intézkedett a Hajdú kerület megszüntetéséről, illetve Hajdú vármegye megszervezéséről, ami Vámospércs esetében azzal járt, hogy 270 éves hajdúvárosi múltja ellenére rendezett tanácsú városból nagyközséggé kellett átalakulnia.
Az első világháború után bekövetkező területi változások miatt az országon belül periférikus helyzetbe került, ami a település hanyatlását okozta. A második világháború után sem javult a helyzete, lakossága folyamatosan elvándorolt.
Az utóbbi egy-két évtizedben azonban biztató jelek mutatkoztak, s a nagyközség  központi szerepet játszott a Ligetalja életében. Ennek tudatában 1997-ben a település vezetői előterjesztették várossá nyilvánítási kérelmüket, hogy az egykori hajdúvárosok közül utolsóként visszaszerezzék városi státuszukat. A városi címet 2001-ben kapták meg.

## Közélete

### Polgármesterei
| Időszak   | Polgármester    | Párt                            | Megjegyzés |
| --------- | --------------- | ------------------------------- | ---------- |
| 1990–1994 | Fagyal Barnabás | független                       |            |
| 1994–1998 | Fagyal Barnabás | független                       |            |
| 1998–2002 | Fagyal Barnabás | független                       |            |
| 2002–2006 | Fagyal Barnabás | független                       |            |
| 2006–2010 | Ménes Andrea    | Fidesz                          |            |
| 2010–2014 | Ménes Andrea    | Fidesz                          |            |
| 2014–2019 | Ménes Andrea    | Fidesz-KDNP                     |            |
| 2019–2024 | Ménes Andrea    | Fidesz                          |            |
| 2024      | Kosztin Mihály  | Közösen Vámospércsért Egyesület |            |

## Népesség
A település népességének változása:
| Lakosok száma | 5321 | 5323 | 5362 | 5178 | 5047 | 5083 | 5101 |
|               | 2013 | 2014 | 2015 | 2021 | 2022 | 2023 | 2024 |

2001-ben a település lakosságának 97%-a magyar, 3%-a cigány nemzetiségűnek vallotta magát.
A 2011-es népszámlálás során a lakosok 89,7%-a magyarnak, 0,2% bolgárnak, 6,1% cigánynak mondta magát (10,3% nem nyilatkozott; a kettős identitások miatt a végösszeg nagyobb lehet 100%-nál). A vallási megoszlás a következő volt: római katolikus 7,2%, református 46,9%, görögkatolikus 5,2%, felekezeten kívüli 19,3% (19,9% nem válaszolt).
2022-ben a lakosság 92,4%-a vallotta magát magyarnak, 2,5% cigánynak, 0,3% románnak, 0,1% németnek, 2,1% egyéb, nem hazai nemzetiségűnek (7,6% nem nyilatkozott; a kettős identitások miatt a végösszeg nagyobb lehet 100%-nál). Vallásuk szerint 34,7% volt református, 4,7% római katolikus, 5,3% görög katolikus, 1% egyéb keresztény, 0,2% egyéb katolikus, 15,2% felekezeten kívüli (38,8% nem válaszolt).